# Клеопатра Еуридика
Клеопатра Еуридика (умрла после 336. п. н. е.) била је македонска аристократкиња, пета супруга краља Филипа II.
Рођена је као Клеопатра и била је нећака македонског војсковође Атала. За Филипа II се удала 338. или 337. године п. н. е. и тада је добила друго име Еуридика. Иако је Филип живео у полигамији, након женидбе са Еуридиком отерао је своју четврту супругу Олимпијаду и прогласио је за прељубницу. Њихов син Александар постао је тиме незаконито дете.
Сатир из Калатиде и Јустин су забележили како је Филип II са Клеопатром имао двоје деце, ћерку Европу, и сина Карана или Керана.
После атентата на Филипа 336. године п. н. е. Олимпијада је наредила уклањање Европе и Карана, док је Клеопатра Еуридика извршила самоубиство. Иако су Паусанија, Плутарх и Јустин овако описали развој догађаја након Филиповог убиства, британски историчар Питер Грин је аргументовано тврдио како је Александар Велики наложио ликвидацију Карана, док су Европа и Клеопатра страдале захваљујући Олимпијадиним смицалицама.